# Chosen (EP)
Chosen es el primer extended play de la banda italiana Måneskin, lanzado el 8 de diciembre de 2017 bajo la distribución de Sony Music y RCA Records. Se compone de dos canciones originales y cinco versiones de diferentes artistas como The Four Seasons, Ed Sheeran y Black Eyed Peas. El tema que da título al disco, «Chosen», fue lanzado como primer y único sencillo.
El disco fue un éxito comercial en Italia tras alcanzar la tercera posición de su lista semanal de los más vendidos y ser certificado con múltiples discos de platino. Tras la victoria de la banda en el Festival de la Canción de Eurovisión 2021 y la viralización de su versión de «Beggin'», el disco ingresó a los conteos de otros países, entre ellos Dinamarca, Finlandia, Polonia y Suecia, donde entró a los diez primeros.

## Rendimiento comercial
En 2017, Chosen alcanzó la tercera posición en la lista semanal de álbumes más vendidos en Italia y fue certificado con doble disco de platino por exceder las 100 mil unidades vendidas en el país. Tras la victoria de la banda en el Festival de la Canción de Eurovisión 2021 y la viralización en TikTok de su versión de «Beggin'», el EP ingresó a las listas de varios países del mundo, entre ellas el Billboard 200 de los Estados Unidos, donde alcanzó el puesto 103. También logró la segunda posición en Finlandia, la sexta en Dinamarca, la séptima en Suecia y la octava en Polonia.

## Lista de canciones
- Edición estándar

| Chosen |                                                         |                                                                  |          |  |
| N.º    | Título                                                  | Escritor(es)                                                     | Duración |  |
| 1.     | «Chosen»                                                | Damiano David, Victoria De Angelis, Thomas Raggi y Ethan Torchio | 2:42     |  |
| 2.     | «Recovery»                                              | David, de Angelis, Raggi y Torchio                               | 2:55     |  |
| 3.     | «Vengo dalla Luna» (versión de Caparezza)               |                                                                  | 3:04     |  |
| 4.     | «Beggin'» (versión de The Four Seasons)                 |                                                                  | 3:31     |  |
| 5.     | «Let's Get It Started» (versión de Black Eyed Peas)     |                                                                  | 2:26     |  |
| 6.     | «Somebody Told Me» (versión de The Killers)             |                                                                  | 2:41     |  |
| 7.     | «You Need Me, I Don't Need You» (versión de Ed Sheeran) |                                                                  | 3:30     |  |
| 20:49  |                                                         |                                                                  |          |  |

## Posicionamiento en listas

### Semanales
| País              | Lista                  | Mejor posición |
| ----------------- | ---------------------- | -------------- |
| Alemania          | German Albums Chart    | 93             |
| Austria           | Austrian Albums Chart  | 20             |
| Bélgica (Flandes) | Ultratop 200 Albums    | 9              |
| Bélgica (Valonia) | Ultratop 200 Albums    | 33             |
| Canadá            | Canadian Albums        | 21             |
| Dinamarca         | Danish Albums Chart    | 6              |
| Estados Unidos    | Billboard 200          | 103            |
| Estados Unidos    | Top Rock Albums        | 14             |
| Estados Unidos    | World Albums           | 2              |
| Finlandia         | Finnish Albums Chart   | 2              |
| Italia            | Italian Albums Chart   | 3              |
| Lituania          | Lithuanian Albums      | 2              |
| Noruega           | Norwegian Albums Chart | 11             |
| Polonia           | Polish Albums Chart    | 8              |
| Suecia            | Swedish Albums Chart   | 7              |
| Suiza             | Swiss Albums Chart     | 49             |

### Certificaciones
| Territorio | Organismo certificador | Certificación | Ventas certificadas | Ref.  |
| ---------- | ---------------------- | ------------- | ------------------- | ----- |
| Italia     | FIMI                   | 2× Platino    | 100 000             | [ 2 ] |

## Premios y nominaciones
| Año  | Premiación        | Categoría   | Resultado | Ref.   |
| ---- | ----------------- | ----------- | --------- | ------ |
| 2018 | SEAT Music Awards | Mejor Álbum | Ganador   | [ 17 ] |